# Phare de Port Północny
Le phare de Port Północny (en polonais : Latarnia Morska Gdańsk Port Północny) est un phare situé dans le port de Gdańsk (Voïvodie de Poméranie - Pologne). Le phare se trouve entre le phare de Hel et le phare de Krynica Morska.
Ce phare est sous l'autorité du Bureau maritime régional (en polonais : Urząd Morski (pl)) de Gdynia.

## Histoire
Ce phare est le plus récent des phares polonais. Il est situé sur la Capitainerie du port de Gdańsk. Il possède un ascenseur pour arriver au local de commande. Il n'est pas ouvert au public.
Identifiant : ARLHS : POL007 - Amirauté : C3080.8 - NGA : 6968 .

## Caractéristique dufeu maritime
- Fréquence sur 9 secondes :
  - Lumière : 0.5 secondes
  - Obscurité : 1.5 secondes
  - Lumière :  0.5 seconde
  - Obscurité : 1.5 secondes
  - Lumière :  0.5 seconde
  - Obscurité : 4.5 secondes

|          |
| Le phare |

|                   |
| Le port de Gdansk |

### Lien connexe
- Liste des phares de Pologne